# Сакин, Сергей Алексеевич
Серге́й Алексе́евич Са́кин (19 августа 1977, Москва — между 24 ноября 2017 и 30 ноября 2017, Ярославская область) — российский писатель, соавтор романа «Больше Бена» (премия «Дебют» 2000 года в номинации «Крупная проза»), участник шоу «Последний герой».

## Биография
Сменил несколько школ (исключался за систематические конфликты с учителями и прочие нарушения дисциплины). В одной из школ получил прозвище «Спайкер» — от американцев, приезжавших по программе обмена для школьников. Окончил школу № 1234 в районе Нового Арбата.
Сакин был участником первого сезона популярного реалити-шоу «Последний герой». После окончания шоу женился на ещё одной участнице Анне Модестовой. В 2005 году у них родился сын Алексей, но впоследствии пара развелась. Сергей также издал книгу о своем участии в шоу.
Последнее время был близким товарищем Андрея «Бледного» Позднухова из рэп-группы «25/17». Активно и успешно продвигал творчество группы на новостном ресурсе «Ридус», практически являясь внештатным PR-менеджером музыкантов.
24 ноября 2017 года пропал без вести по пути из Ярославской области в Москву на 41-м году жизни. В начале мая 2018 года был найден без признаков жизни. Точную дату и место смерти установить не удалось. Похоронен на Ваганьковском кладбище.

## Фильмография
- Больше Бена — указан в титрах как соавтор книги, по которой снят фильм.
- Лёшина молитва — документальный, автор сценария[5].